# Echipele Ligii Naționale de handbal feminin 2023-2024
Acest articol prezintă componența echipelor care vor participa în Liga Națională de handbal feminin 2023-2024. 
Pentru transferurile efectuate de aceste echipe, vedeți Liga Națională 2023-2024, transferuri.

### CS Minaur Baia Mare
Antrenor principal:  Andrei Popescu
Antrenor secund:  Daniel Apostu
Antrenor pentru portari:
| Nr. | Post                | Nume                        | Data nașterii (vârsta) | Înălțime | Selecții | Goluri | Echipă              |
| --- | ------------------- | --------------------------- | ---------------------- | -------- | -------- | ------ | ------------------- |
| 1   | Portar              | Cristina Mihiș              | 1 mai 1994             | 1,82 m   |          | 0      | CS Minaur Baia Mare |
| 4   | Extremă dreapta     | Dijana Ujkić                | 5 iulie 1996           | 1,72 m   |          | 17     | CS Minaur Baia Mare |
| 5   | Centru              | Amalia Coman2)              | 29 iulie 2000          | 1,78 m   |          | 1      | CS Minaur Baia Mare |
| 7   | Centru              | Aleksandra Vukajlović       | 7 iunie 1997           | 1,70 m   |          | 20     | CS Minaur Baia Mare |
| 9   | Extremă stânga      | Ana Maria Tănasie (căpitan) | 6 aprilie 1995         | 1,73 m   |          | 92     | CS Minaur Baia Mare |
| 10  | Extremă stânga      | Éva Kerekes                 | 7 aprilie 2001         | 1,71 m   |          | 13     | CS Minaur Baia Mare |
| 11  | Intermediar stânga  | Sanja Vujović               | 25 aprilie 1987        | 1,81 m   |          | 43     | CS Minaur Baia Mare |
| 12  | Centru              | Andreea Ianăși1)            | 2 decembrie 1992       | 1,70 m   |          | 24     | CS Minaur Baia Mare |
| 13  | Intermediar stânga  | María Gomes                 | 13 iulie 1999          | 1,76 m   |          | 40     | CS Minaur Baia Mare |
| 16  | Portar              | Clara Preda                 | 23 iunie 2003          | 1,81 m   |          | 0      | CS Minaur Baia Mare |
| 21  | Portar              | Amra Pandžić                | 20 septembrie 1989     | 1,78 m   |          | 0      | CS Minaur Baia Mare |
| 22  | Centru              | Luciana Popescu             | 13 octombrie 1988      | 1,76 m   |          | 27     | CS Minaur Baia Mare |
| 23  | Pivot               | Andreea Țîrle               | 2 aprilie 2002         | 1,77 m   |          | 9      | CS Minaur Baia Mare |
| 28  | Intermediar stânga  | Magda Cazanga               | 28 mai 1991            | 1,77 m   |          | 64     | CS Minaur Baia Mare |
| 30  | Extremă dreapta     | Amalia Terciu               | 30 aprilie 2001        | 1,74 m   |          | 18     | CS Minaur Baia Mare |
| 33  | Centru              | Amelia Lundbäck             | 22 septembrie 1998     | 1,76 m   |          | 67     | CS Minaur Baia Mare |
| 55  | Extremă dreapta     | Oana Borș                   | 27 noiembrie 2003      | 1,71 m   |          | 36     | CS Minaur Baia Mare |
| 93  | Pivot               | Alba Spugnini               | 30 iunie 2000          | 1,81 m   |          | 128    | CS Minaur Baia Mare |
| 95  | Intermediar dreapta | Katarina Pavlović           | 30 ianuarie 1995       | 1,80 m   |          | 109    | CS Minaur Baia Mare |
| 99  | Intermediar stânga  | Anca Mițicuș3)              | 1 mai 1997             | 1,80 m   |          | 4      | CS Minaur Baia Mare |

1) Transferată în octombrie 2023;
2) Transferată pe 8 decembrie 2023 la CSM Iași 2020;
3) Maternitate;

### CS Gloria 2018 Bistrița Năsăud
Antrenor principal:  Florentin Pera (din 17 octombrie 2023)
Antrenor principal:  Horațiu Pașca (până pe 17 octombrie 2023)
Antrenor secund:  Marius Novanc
Antrenor pentru portari:  Alexandru Buligan
| Nr. | Post                | Nume                     | Data nașterii (vârsta) | Înălțime | Selecții | Goluri | Echipă                  |
| --- | ------------------- | ------------------------ | ---------------------- | -------- | -------- | ------ | ----------------------- |
| 2   | Extremă stânga      | Nicoleta Dincă           | 2 august 1988          | 1,70 m   |          | 53     | CS Gloria 2018 Bistrița |
| 3   | Extremă stânga      | Paula Posavec            | 26 august 1996         | 1,70 m   |          | 31     | CS Gloria 2018 Bistrița |
| 4   | Centru              | Laura Pristăvița         | 20 iulie 1989          | 1,76 m   |          | 21     | CS Gloria 2018 Bistrița |
| 5   | Inter stânga        | Cristina Marcu2)         | 12 aprilie 1995        | 1,77 m   |          | 0      | CS Gloria 2018 Bistrița |
| 7   | Pivot               | Tamires Araújo           | 16 mai 1994            | 1,84 m   |          | 80     | CS Gloria 2018 Bistrița |
| 8   | Intermediar stânga  | Maria Țanc               | 28 septembrie 2000     | 1,72 m   |          | 7      | CS Gloria 2018 Bistrița |
| 13  | Centru              | Cristina Laslo (căpitan) | 10 aprilie 1996        | 1,78 m   |          | 128    | CS Gloria 2018 Bistrița |
| 14  | Intermediar stânga  | Bianca Bazaliu           | 30 iulie 1997          | 1,81 m   |          | 91     | CS Gloria 2018 Bistrița |
| 17  | Centru              | Carmen Stoleru4)         | 11 octombrie 1986      | 1,73 m   |          | 1      | CS Gloria 2018 Bistrița |
| 20  | Portar              | Iulia Dumanska           | 15 august 1996         | 1,78 m   |          | 0      | CS Gloria 2018 Bistrița |
| 23  | Intermediar stânga  | Déborah Kpodar           | 3 iunie 1994           | 1,71 m   |          | 16     | CS Gloria 2018 Bistrița |
| 27  | Extremă dreapta     | Asuka Fujita5)           | 14 februarie 1992      | 1,66 m   |          | 5      | CS Gloria 2018 Bistrița |
| 29  | Intermediar stânga  | Gnonsiane Niombla        | 9 iulie 1990           | 1,72 m   |          | 74     | CS Gloria 2018 Bistrița |
| 30  | Extremă dreapta     | Sonia Seraficeanu        | 25 iulie 1997          | 1,76 m   |          | 89     | CS Gloria 2018 Bistrița |
| 31  | Pivot               | Ida-Marie Dahl           | 19 martie 1998         | 1,74 m   |          | 47     | CS Gloria 2018 Bistrița |
| 33  | Portar              | Anastasija Babović3)     | 13 decembrie 2000      | 1,82 m   |          | 1      | CS Gloria 2018 Bistrița |
| 37  | Extremă dreapta     | Nina Bulatović           | 9 decembrie 1996       | 1,71 m   |          | 45     | CS Gloria 2018 Bistrița |
| 39  | Intermediar dreapta | Natalia Nosek            | 20 aprilie 1998        | 1,79 m   |          | 7      | CS Gloria 2018 Bistrița |
| 87  | Portar              | Renata de Arruda         | 18 februarie 1999      | 1,78 m   |          | 2      | CS Gloria 2018 Bistrița |
| 98  | Intermediar dreapta | Seynabou Mbengue         | 14 octombrie 1998      | 1,88 m   |          | 68     | CS Gloria 2018 Bistrița |
| 99  | Pivot               | Rebecca Geamănu1)        | 12 iulie 2004          | 1,76 m   |          | 0      | CS Gloria 2018 Bistrița |

1) Transferată în septembrie 2023 de la CSU Știința București;
2) Contract reziliat în ianuarie 2024;
3) Transferată pe 21 ianuarie 2024 de la echipa muntenegreană ŽRK Budućnost Podgorica;
4) Transferată pe 25 ianuarie 2024 de la CS Dacia Mioveni 2012;
5) Revenită după naștere, în martie 2024;

### CSM Corona Brașov
Antrenor principal:  Mihaela Ciobotaru (din 27 noiembrie 2023)
Antrenor principal:  Alin Bondar (până pe 27 noiembrie 2023)
Antrenor secund:  Iulian Stamate (din 27 noiembrie 2023)
Antrenor secund:  Răzvan Udriștoiu (până pe 27 noiembrie 2023)
Antrenor pentru portari:  Anton Gică
| Nr. | Post                | Nume                        | Data nașterii (vârsta) | Înălțime | Selecții | Goluri | Echipă            |
| --- | ------------------- | --------------------------- | ---------------------- | -------- | -------- | ------ | ----------------- |
| 3   | Extremă stânga      | Brigitta Bitay              | 2001 (22 de ani)       | 1,67 m   |          | 0      | CSM Corona Brașov |
| 6   | Pivot               | Diana Golanu                | 16 ianuarie 2003       | 1,76 m   |          | 0      | CSM Corona Brașov |
| 7   | Centru              | Carla Lăcătuș               | 4 ianuarie 2002        | 1,73 m   |          | 0      | CSM Corona Brașov |
| 10  | Centru              | Matea Pletikosić            | 24 aprilie 1998        | 1,69 m   |          | 107    | CSM Corona Brașov |
| 12  | Portar              | Anica Gudelj                | 27 octombrie 1991      | 1,82 m   |          | 3      | CSM Corona Brașov |
| 13  | Intermediar stânga  | Ana Maria Văcariu (căpitan) | 15 septembrie 1998     | 1,82 m   |          | 11     | CSM Corona Brașov |
| 16  | Portar              | Raluca Rădoi                | 3 decembrie 2002       | 1,82 m   |          | 0      | CSM Corona Brașov |
| 17  | Pivot               | Bianca Voica                | 9 iulie 2002           | 1,82 m   |          | 32     | CSM Corona Brașov |
| 19  | Extremă stânga      | Alexandra Dumitrașcu        | 4 septembrie 2002      | 1,69 m   |          | 29     | CSM Corona Brașov |
| 20  | Extremă stânga      | Cristina Iordachi           | 7 decembrie 2002       | 1,60 m   |          | 8      | CSM Corona Brașov |
| 21  | Intermediar stânga  | Macarena Gandulfo           | 30 noiembrie 1993      | 1,77 m   |          | 8      | CSM Corona Brașov |
| 22  | Centru              | Oana Cîrstea                | 5 februarie 1989       | 1,71 m   |          | 17     | CSM Corona Brașov |
| 23  | Extremă dreapta     | Ana Maria Berbece           | 23 iulie 1999          | 1,71 m   |          | 28     | CSM Corona Brașov |
| 24  | Centru              | Alisia Boiciuc              | 20 iulie 2005          | 1,77 m   |          | 60     | CSM Corona Brașov |
| 25  | Extremă stânga      | Fie Woller1)                | 17 septembrie 1992     | 1,75 m   |          | 30     | CSM Corona Brașov |
| 28  | Intermediar stânga  | Laura Lasm                  | 19 iunie 2000          | 1,74 m   |          | 78     | CSM Corona Brașov |
| 30  | Intermediar stânga  | Patricia Moraru             | 18 septembrie 2000     | 1,79 m   |          | 27     | CSM Corona Brașov |
| 35  | Intermediar dreapta | Azenaide Carlos             | 14 iunie 1990          | 1,71 m   |          | 106    | CSM Corona Brașov |
| 44  | Extremă dreapta     | Flavia Munteanu             | 24 august 2001         | 1,73 m   |          | 3      | CSM Corona Brașov |
| 66  | Extremă dreapta     | Natália Fonseca             | 25 decembrie 1998      | 1,70 m   |          | 56     | CSM Corona Brașov |
| 67  | Intermediar dreapta | Ștefania Lazăr              | 15 aprilie 1989        | 1,77 m   |          | 60     | CSM Corona Brașov |
| 71  | Pivot               | Bobana Klikovac             | 27 iunie 1995          | 1,81 m   |          | 85     | CSM Corona Brașov |
| 90  | Portar              | Elena Munteanu              | 28 aprilie 1990        | 1,78 m   |          | 0      | CSM Corona Brașov |
| 99  | Centru              | Raissa Marin                | 25 septembrie 2003     | 1,73 m   |          | 30     | CSM Corona Brașov |

1) Transferată în decembrie 2023;

### HC Dunărea Brăila
Antrenor principal:  Jan Leslie (din 20 septembrie 2023)
Antrenor principal:  Costică Buceschi (până pe 20 septembrie 2023)
Antrenor secund:  Cristian Preda
Antrenor pentru portari:  İbrahim Belet
| Nr. | Post                  | Nume                       | Data nașterii (vârsta) | Înălțime | Selecții | Goluri | Echipă            |
| --- | --------------------- | -------------------------- | ---------------------- | -------- | -------- | ------ | ----------------- |
| 1   | Portar                | Elena Șerban               | 15 octombrie 1994      | 1,78 m   |          | 1      | HC Dunărea Brăila |
| 2   | Extremă/Inter dreapta | Aneta Udriștioiu (căpitan) | 22 iunie 1989          | 1,68 m   |          | 24     | HC Dunărea Brăila |
| 5   | Intermediar stânga    | Alexandra Severin          | 30 martie 1998         | 1,77 m   |          | 13     | HC Dunărea Brăila |
| 7   | Extremă dreapta       | Cătălina Pisică            | 16 ianuarie 1991       | 1,74 m   |          | 2      | HC Dunărea Brăila |
| 8   | Centru                | Kristina Liščević          | 20 octombrie 1989      | 1,73 m   |          | 81     | HC Dunărea Brăila |
| 9   | Intermediar dreapta   | Jelena Živković            | 6 iulie 1991           | 1,84 m   |          | 74     | HC Dunărea Brăila |
| 10  | Extremă dreapta       | Jéssica Quintino           | 17 aprilie 1991        | 1,72 m   |          | 57     | HC Dunărea Brăila |
| 11  | Intermediar stânga    | Karoline de Souza          | 24 aprilie 1990        | 1,81 m   |          | 2      | HC Dunărea Brăila |
| 12  | Portar                | Paula Teodorescu           | 26 martie 1984         | 1,76 m   |          | 0      | HC Dunărea Brăila |
| 13  | Pivot                 | Nicoleta Balog             | 17 noiembrie 1994      | 1,76 m   |          | 0      | HC Dunărea Brăila |
| 17  | Pivot                 | Katarina Ježić             | 19 decembrie 1992      | 1,73 m   |          | 57     | HC Dunărea Brăila |
| 19  | Intermediar stânga    | Maria Kanaval              | 19 martie 1997         | 1,85 m   |          | 85     | HC Dunărea Brăila |
| 20  | Extremă stânga        | Larissa Araújo             | 1 iunie 1992           | 1,67 m   |          | 50     | HC Dunărea Brăila |
| 24  | Pivot                 | Meike Schmelzer            | 19 iulie 1993          | 1,80 m   |          | 29     | HC Dunărea Brăila |
| 29  | Centru                | Francielle da Rocha        | 10 iunie 1992          | 1,66 m   |          | 67     | HC Dunărea Brăila |
| 35  | Pivot                 | Liliana Venâncio           | 19 septembrie 1995     | 1,91 m   |          | 42     | HC Dunărea Brăila |
| 44  | Portar                | Kira Trusova               | 28 iunie 1994          | 1,82 m   |          | 0      | HC Dunărea Brăila |
| 70  | Centru                | Andreea Popa               | 3 iunie 2000           | 1,77 m   |          | 53     | HC Dunărea Brăila |
| 77  | Extremă stânga        | Mariam Mohamed             | 27 august 2004         | 1,71 m   |          | 19     | HC Dunărea Brăila |
| 89  | Extremă stânga        | Corina Lupei               | 12 iulie 2002          | 1,75 m   |          | 32     | HC Dunărea Brăila |
| 99  | Intermediar dreapta   | Mireya González            | 18 iulie 1991          | 1,78 m   |          | 103    | HC Dunărea Brăila |

### CSM București
Antrenor principal:  Adrian Vasile
Antrenor secund:  Iulia Curea
Antrenor pentru portari:  Alina Iordache
| Nr. | Post                | Nume                 | Data nașterii (vârsta) | Înălțime | Selecții | Goluri | Echipă        |
| --- | ------------------- | -------------------- | ---------------------- | -------- | -------- | ------ | ------------- |
| 1   | Portar              | Laura Glauser        | 20 august 1993         | 1,80 m   |          | 0      | CSM București |
| 2   | Extremă dreapta     | Mihaela Mihai        | 15 decembrie 2004      | 1,78 m   |          | 22     | CSM București |
| 3   | Intermediar stânga  | Emilie Hegh Arntzen  | 1 ianuarie 1994        | 1,84 m   |          | 95     | CSM București |
| 7   | Centru              | Grâce Zaadi          | 7 iulie 1993           | 1,71 m   |          | 54     | CSM București |
| 8   | Intermediar stânga  | Cristina Neagu       | 26 august 1988         | 1,80 m   |          | 102    | CSM București |
| 9   | Centru              | Andreea Rotaru       | 20 februarie 1994      | 1,75 m   |          | 26     | CSM București |
| 10  | Intermediar stânga  | Ștefania Stoica      | 24 august 2003         | 1,82 m   |          | 39     | CSM București |
| 12  | Portar              | Marie Davidsen       | 20 august 1993         | 1,78 m   |          | 0      | CSM București |
| 14  | Extremă dreapta     | Željka Nikolić       | 12 iulie 1991          | 1,64 m   |          | 30     | CSM București |
| 16  | Portar              | Evelina Eriksson     | 20 august 1996         | 1,84 m   |          | 0      | CSM București |
| 17  | Centru              | Elizabeth Omoregie   | 29 decembrie 1996      | 1,78 m   |          | 28     | CSM București |
| 18  | Extremă stânga      | Jennifer Gutiérrez   | 20 februarie 1995      | 1,69 m   |          | 41     | CSM București |
| 20  | Extremă dreapta     | Laura Flippes        | 13 decembrie 1994      | 1,71 m   |          | 44     | CSM București |
| 21  | Extremă stânga      | Alexandra Dindiligan | 16 februarie 1997      | 1,69 m   |          | 64     | CSM București |
| 25  | Extremă dreapta     | Trine Østergaard     | 17 octombrie 1991      | 1,66 m   |          | 82     | CSM București |
| 28  | Intermediar dreapta | Monika Kobylińska    | 9 aprilie 1995         | 1,77 m   |          | 98     | CSM București |
| 49  | Pivot               | Andreea Ailincăi     | 15 decembrie 2003      | 1,85 m   |          | 25     | CSM București |
| 51  | Pivot               | Vilde Ingstad        | 18 decembrie 1994      | 1,78 m   |          | 76     | CSM București |
| 77  | Pivot               | Crina Pintea         | 3 aprilie 1990         | 1,92 m   |          | 53     | CSM București |

### CS Rapid București
Antrenor principal:  David Ginesta (din 14 septembrie 2023)
Antrenor principal:  Kim Rasmussen (până pe 14 septembrie 2023)
Antrenor secund:  Bo Rudgaard (până pe 14 septembrie 2023)
Antrenor secund:  David Ginesta (până pe 14 septembrie 2023)
Antrenor secund:  Florin Ciupitu
Antrenor pentru portari:  Mehmedalija Mulabdić
| Nr. | Post                | Nume                     | Data nașterii (vârsta) | Înălțime | Selecții | Goluri | Echipă             |
| --- | ------------------- | ------------------------ | ---------------------- | -------- | -------- | ------ | ------------------ |
| 2   | Intermediar stânga  | Lara González            | 22 februarie 1992      | 1,84 m   |          | 16     | CS Rapid București |
| 7   | Centru              | Eliza Buceschi (căpitan) | 1 august 1993          | 1,77 m   |          | 35     | CS Rapid București |
| 10  | Pivot               | Albertina Kassoma        | 12 iunie 1996          | 1,94 m   |          | 76     | CS Rapid București |
| 12  | Portar              | Diana Ciucă              | 1 iunie 2000           | 1,80 m   |          | 0      | CS Rapid București |
| 16  | Portar              | Denisa Șandru            | 27 septembrie 1994     | 1,81 m   |          | 0      | CS Rapid București |
| 17  | Extremă dreapta     | Marta López              | 4 februarie 1990       | 1,68 m   |          | 40     | CS Rapid București |
| 18  | Centru              | Mathilde Neesgaard       | 2 aprilie 1993         | 1,70 m   |          | 22     | CS Rapid București |
| 20  | Extremă stânga      | Dorina Korsós            | 3 septembrie 1995      | 1,69 m   |          | 91     | CS Rapid București |
| 21  | Extremă stânga      | Laura Kanor              | 16 iulie 1997          | 1,75 m   |          | 57     | CS Rapid București |
| 22  | Intermediar stânga  | Orlane Kanor             | 16 iunie 1997          | 1,78 m   |          | 103    | CS Rapid București |
| 23  | Portar              | Ivana Kapitanović        | 17 septembrie 1994     | 1,83 m   |          | 0      | CS Rapid București |
| 27  | Pivot               | Lorena Ostase            | 25 iulie 1997          | 1,79 m   |          | 45     | CS Rapid București |
| 34  | Centru              | Alicia Fernández         | 21 decembrie 1992      | 1,72 m   |          | 26     | CS Rapid București |
| 37  | Intermediar stânga  | Raluca Tudor4)           | 26 decembrie 1998      | 1,80 m   |          | 5      | CS Rapid București |
| 44  | Pivot               | Ainhoa Hernández         | 27 aprilie 1994        | 1,80 m   |          | 9      | CS Rapid București |
| 77  | Extremă dreapta     | Alexandra Badea          | 22 mai 1998            | 1,75 m   |          | 62     | CS Rapid București |
| 79  | Centru              | Estavana Polman          | 5 august 1992          | 1,74 m   |          | 29     | CS Rapid București |
| 88  | Intermediar dreapta | Anđela Janjušević        | 15 iunie 1995          | 1,78 m   |          | 100    | CS Rapid București |
| 90  | Centru              | Milena Raičević1)        | 12 martie 1990         | 1,78 m   |          | 23     | CS Rapid București |
| 96  | Intermediar dreapta | Alina Ilie2)             | 13 mai 1996            | 1,77 m   |          | 15     | CS Rapid București |
| 99  | Intermediar stânga  | Sorina Grozav3)          | 27 mai 1999            | 1,75 m   |          | 44     | CS Rapid București |

1) Transferată în decembrie 2023 de la echipa muntenegreană ŽRK Budućnost Podgorica;
2) Transferată în ianuarie 2024 de la CS Dacia Mioveni 2012;
3) Maternitate;
4) Transferată în ianuarie 2024;

### CS Universitar Știința București
Antrenor principal:  Sorin Bârză
Antrenor secund:  Paul Ghiorghiu
Antrenor pentru portari:
| Nr. | Post                | Nume               | Data nașterii (vârsta) | Înălțime | Selecții | Goluri | Echipă                |
| --- | ------------------- | ------------------ | ---------------------- | -------- | -------- | ------ | --------------------- |
| 1   | Portar              | Emilia Anghel      | 6 ianuarie 1994        |          |          | 0      | CSU Știința București |
| 3   | Intermediar dreapta | Adina Cîrligeanu1) | 11 martie 1991         | 1,80 m   |          | 21     | CSU Știința București |
| 7   | Extremă dreapta     | Andreea Gădăleanu  | 7 februarie 2001       |          |          | 18     | CSU Știința București |
| 8   | Extremă dreapta     | Ionela Leuștean    | 10 iulie 1999          | 1,72 m   |          | 55     | CSU Știința București |
| 9   | Pivot               | Rebecca Geamănu2)  | 12 iulie 2004          | 1,76 m   |          | 0      | CSU Știința București |
| 11  | Intermediar stânga  | Diana Lăscăteu     | 11 septembrie 2001     | 1,85 m   |          | 102    | CSU Știința București |
| 15  | Centru              | Ana Maria Șerban   | 30 iunie 1996          | 1,83 m   |          | 88     | CSU Știința București |
| 19  | Extremă stânga      | Bianca Marin       | 30 octombrie 1999      | 1,68 m   |          | 1      | CSU Știința București |
| 22  | Extremă             | Izabela Gînju      | 28 martie 2004         |          |          | 2      | CSU Știința București |
| 26  | Extremă             | Mădălina Niculae   |                        |          |          | 3      | CSU Știința București |
| 28  | Extremă             | Ana Maria Gîjulete | 3 aprilie 2004         | 1,65 m   |          | 42     | CSU Știința București |
| 33  | Extremă stânga      | Oana Căprar        | 3 aprilie 2004         | 1,65 m   |          | 24     | CSU Știința București |
| 53  | Intermediar dreapta | Maren Marki        | 21 decembrie 2003      | 1,80 m   |          | 34     | CSU Știința București |
| 55  | Pivot               | Itana Čavlović     | 27 august 1997         | 1,86 m   |          | 78     | CSU Știința București |
| 79  | Intermediar stânga  | Adina Bizău        | 10 iunie 1995          | 1,83 m   |          | 36     | CSU Știința București |
| 88  | Intermediar stânga  | Ana Maria Petre    | 7 martie 2002          |          |          | 7      | CSU Știința București |
| 92  | Intermediar stânga  | Raluca Dăscălete   | 8 ianuarie 1992        | 1,84 m   |          | 48     | CSU Știința București |
| 98  | Centru              | Leonida Gicevska   | 20 iunie 1998          | 1,78 m   |          | 44     | CSU Știința București |
| 99  | Pivot               | Ioana Mișu         | 28 august 2005         | 1,76 m   |          | 0      | CSU Știința București |

1) Transferată în ianuarie 2024 la CSM Iași 2020;
2) Transferată în septembrie 2023 la CS Gloria 2018 Bistrița-Năsăud;

### SCM Gloria Buzău
Antrenor principal:  Daniel Anca
Antrenor secund:  Radu Moldovan
Antrenor pentru portari:  Gabriel Borodi
| Nr. | Post                | Nume                 | Data nașterii (vârsta) | Înălțime | Selecții | Goluri | Echipă           |
| --- | ------------------- | -------------------- | ---------------------- | -------- | -------- | ------ | ---------------- |
| 1   | Portar              | Ana Maria Măzăreanu  | 4 februarie 1993       | 1,80 m   |          | 0      | SCM Gloria Buzău |
| 4   | Pivot               | Iaroslava Burlacenko | 14 mai 1992            | 1,79 m   |          | 37     | SCM Gloria Buzău |
| 7   | Centru              | Valentina Blažević   | 14 februarie 1994      | 1,70 m   |          | 41     | SCM Gloria Buzău |
| 8   | Intermediar dreapta | Nikoletta Papp       | 23 iulie 1996          | 1,82 m   |          | 61     | SCM Gloria Buzău |
| 13  | Intermediar stânga  | Ioana Stancu         | 6 aprilie 2004         | 1,78 m   |          | 0      | SCM Gloria Buzău |
| 14  | Intermediar dreapta | Fanta Keita          | 17 octombrie 1995      | 1,72 m   |          | 9      | SCM Gloria Buzău |
| 15  | Pivot               | Hawa N'Diaye2)       | 24 iulie 1995          | 1,76 m   |          | 6      | SCM Gloria Buzău |
| 16  | Portar              | Ljubica Nenezić      | 15 ianuarie 1997       | 1,79 m   |          | 0      | SCM Gloria Buzău |
| 17  | Intermediar stânga  | Alexandra Andrei1)   | 17 aprilie 1991        | 1,73 m   |          | 7      | SCM Gloria Buzău |
| 18  | Intermediar dreapta | Daria Bucur          | 11 iulie 1999          | 1,81 m   |          | 46     | SCM Gloria Buzău |
| 21  | Centru              | Diana Ilina          | 4 ianuarie 1996        | 1,74 m   |          | 130    | SCM Gloria Buzău |
| 25  | Extremă stânga      | Oana Sîrb            | 11 decembrie 2002      | 1,71 m   |          | 1      | SCM Gloria Buzău |
| 26  | Intermediar stânga  | Aleksandra Zimny     | 21 mai 1996            | 1,88 m   |          | 32     | SCM Gloria Buzău |
| 30  | Centru              | Mădălina Zamfirescu  | 31 octombrie 1994      | 1,78 m   |          | 0      | SCM Gloria Buzău |
| 33  | Extremă dreapta     | Andreea Coman        | 29 septembrie 2003     | 1,70 m   |          | 44     | SCM Gloria Buzău |
| 34  | Centru              | Tamara Pál           | 1 septembrie 2000      | 1,73 m   |          | 101    | SCM Gloria Buzău |
| 77  | Extremă stânga      | Ana Maria Iuganu     | 25 februarie 1990      | 1,75 m   |          | 74     | SCM Gloria Buzău |
| 79  | Extremă dreapta     | Andra Moroianu       | 15 septembrie 2000     | 1,72 m   |          | 73     | SCM Gloria Buzău |
| 83  | Pivot               | Marija Petrović      | 18 martie 1994         | 1,85 m   |          | 29     | SCM Gloria Buzău |
| 91  | Portar              | Tea Pijević          | 18 noiembrie 1991      | 1,72 m   |          | 1      | SCM Gloria Buzău |
| 99  | Extremă stânga      | Raluca Nicolae       | 28 ianuarie 1999       | 1,70 m   |          | 55     | SCM Gloria Buzău |

1) Transferată pe 2 octombrie 2023 de la CSM Galați;
2) Transferată în decembrie 2023 la echipa franceză Brest Bretagne Handball;

### CS Măgura Cisnădie
Antrenor principal:  Alexandru Weber
Antrenor secund:  Bogdan Nițu
| Nr. | Post                  | Nume                 | Data nașterii (vârsta) | Înălțime | Selecții | Goluri | Echipă             |
| --- | --------------------- | -------------------- | ---------------------- | -------- | -------- | ------ | ------------------ |
| 1   | Portar                | Marina Rajčić        | 24 decembrie 1993      | 1,78 m   |          | 0      | CS Măgura Cisnădie |
| 6   | Centru                | Emilia Galińska      | 26 decembrie 1992      | 1,75 m   |          | 102    | CS Măgura Cisnădie |
| 9   | Intermediar stânga    | Aslı İskit           | 7 decembrie 1993       | 1,78 m   |          | 161    | CS Măgura Cisnădie |
| 10  | Extremă dreapta       | Gabriela Moldoveanu  | 25 aprilie 1995        |          |          | 47     | CS Măgura Cisnădie |
| 11  | Pivot                 | Mouna Jlezi          | 22 iunie 1991          | 1,73 m   |          | 30     | CS Măgura Cisnădie |
| 12  | Portar                | Andreea Ilie         | 2 februarie 2000       | 1,73 m   |          | 14     | CS Măgura Cisnădie |
| 14  | Extremă stânga        | Dana Abed-Kader      | 21 iunie 1996          | 1,74 m   |          | 101    | CS Măgura Cisnădie |
| 15  | Intermediar dreapta   | Natalia Vasilevskaia | 23 februarie 1991      | 1,73 m   |          | 18     | CS Măgura Cisnădie |
| 23  | Pivot                 | Timea Tătar          | 28 iulie 1989          | 1,71 m   |          | 29     | CS Măgura Cisnădie |
| 24  | Centru                | Elena Roșu           | 24 martie 1997         | 1,74 m   |          | 132    | CS Măgura Cisnădie |
| 25  | Pivot                 | Cynthia Tomescu      | 30 iulie 1991          | 1,80 m   |          | 7      | CS Măgura Cisnădie |
| 27  | Extremă dreapta       | Marilena Neagu       | 27 octombrie 1989      | 1,70 m   |          | 34     | CS Măgura Cisnădie |
| 43  | Portar                | Marta Batinović      | 20 aprilie 1990        | 1,84 m   |          | 1      | CS Măgura Cisnădie |
| 77  | Centru/Extremă stânga | Valentina Bardac     | 1 ianuarie 1988        | 1,65 m   |          | 79     | CS Măgura Cisnădie |
| 85  | Portar                | Mirela Pașca         | 26 septembrie 1985     | 1,78 m   |          | 0      | CS Măgura Cisnădie |
| 95  | Intermediar stânga    | Ilda Kepić           | 17 ianuarie 1995       | 1,82 m   |          | 7      | CS Măgura Cisnădie |
| 99  | Extremă stânga        | Marina Ilie          | 11 ianuarie 2001       | 1,70 m   |          | 14     | CS Măgura Cisnădie |

### SCM Craiova
Antrenor principal:  Costin Dumitrescu (din 21 martie 2024)
Antrenor principal:  Bogdan Burcea (până pe 21 martie 2024)
Antrenor secund:   Florentina Stanciu
| Nr. | Post                | Nume                             | Data nașterii (vârsta) | Înălțime | Selecții | Goluri | Echipă      |
| --- | ------------------- | -------------------------------- | ---------------------- | -------- | -------- | ------ | ----------- |
| 3   | Extremă dreapta     | Adina Cace                       | 29 iulie 2000          | 1,69 m   |          | 25     | SCM Craiova |
| 6   | Extremă stânga      | Carmen Șelaru2)                  | 24 septembrie 1991     | 1,70 m   |          | 0      | SCM Craiova |
| 7   | Pivot               | Ruth João                        | 17 octombrie 1998      | 1,82 m   |          | 6      | SCM Craiova |
| 9   | Extremă dreapta     | Patricia Ghețu                   | 25 februarie 2003      | 1,72 m   |          | 1      | SCM Craiova |
| 10  | Centru              | Dejana Milosavljević             | 23 noiembrie 1994      | 1,73 m   |          | 127    | SCM Craiova |
| 11  | Centru              | Ana Maria Țicu1)                 | 23 februarie 1992      | 1,68 m   |          | 11     | SCM Craiova |
| 12  | Portar              | Bianca Curmenț                   | 12 iunie 1997          | 1,81 m   |          | 0      | SCM Craiova |
| 13  | Extremă stânga      | Dijana Mugoša                    | 22 octombrie 1995      | 1,73 m   |          | 152    | SCM Craiova |
| 15  | Pivot               | Katarina Bojicić                 | 1 ianuarie 1998        | 1,79 m   |          | 54     | SCM Craiova |
| 16  | Portar              | Jovana Risović                   | 7 octombrie 1993       | 1,71 m   |          | 0      | SCM Craiova |
| 18  | Intermediar stânga  | Bojana Milić                     | 30 ianuarie 1993       | 1,83 m   |          | 30     | SCM Craiova |
| 19  | Centru              | Denisa Vâlcan                    | 19 septembrie 2000     | 1,73 m   |          | 7      | SCM Craiova |
| 21  | Intermediar dreapta | Đurđina Malović                  | 5 mai 1996             | 1,82 m   |          | 21     | SCM Craiova |
| 25  | Extremă stânga      | Alexandra Colac                  | 19 ianuarie 1998       | 1,69 m   |          | 5      | SCM Craiova |
| 26  | Intermediar stânga  | Nicoleta Tudorică                | 26 noiembrie 1988      | 1,83 m   |          | 0      | SCM Craiova |
| 33  | Extremă dreapta     | Katarina Krpež Šlezak            | 2 mai 1988             | 1,69 m   |          | 135    | SCM Craiova |
| 35  | Pivot               | Ștefania Jipa                    | 1 martie 2001          | 1,74 m   |          | 22     | SCM Craiova |
| 37  | Pivot               | Hristina Rešetar                 | 22 ianuarie 2005       | 1,87 m   |          | 0      | SCM Craiova |
| 55  | Portar              | Darly de Paula                   | 25 august 1982         | 1,78 m   |          | 0      | SCM Craiova |
| 78  | Pivot               | Ana Maria Mincu                  | 14 decembrie 2001      |          |          | 0      | SCM Craiova |
| 89  | Intermediar stânga  | Cristina Burcea-Zamfir (căpitan) | 29 septembrie 1989     | 1,83 m   |          | 43     | SCM Craiova |
| 94  | Intermediar stânga  | Claudia Pașcan                   | 18 iunie 1994          | 1,78 m   |          | 95     | SCM Craiova |

1) Maternitate;
2) Transferată pe 29 ianuarie la CS Activ Prahova Ploiești;

### CS Dacia Mioveni 2012
Antrenor principal:  Alin Oprescu (din septembrie 2023)
Antrenor principal:  Victorina Bora (până în septembrie 2023)
Antrenor secund:  Alin Oprescu (până în septembrie 2023)
| Nr. | Post                | Nume                   | Data nașterii (vârsta) | Înălțime | Selecții | Goluri | Echipă                |
| --- | ------------------- | ---------------------- | ---------------------- | -------- | -------- | ------ | --------------------- |
| 2   | Extremă dreapta     | Ana Kojić              | 4 octombrie 1997       | 1,63 m   |          | 38     | CS Dacia Mioveni 2012 |
| 3   | Intermediar stânga  | Geanina Nițu           | 13 martie 1999         | 1,76 m   |          | 3      | CS Dacia Mioveni 2012 |
| 5   | Centru              | Judith Vizuete         | 20 iulie 1995          | 1,71 m   |          | 39     | CS Dacia Mioveni 2012 |
| 7   | Extremă dreapta     | Evghenia Levcenko      | 9 noiembrie 1994       | 1,70 m   |          | 18     | CS Dacia Mioveni 2012 |
| 9   | Intermediar stânga  | Armina Isić            | 6 decembrie 1995       | 1,80 m   |          | 73     | CS Dacia Mioveni 2012 |
| 10  | Centru              | Dora Krsnik            | 19 ianuarie 1992       | 1,70 m   |          | 36     | CS Dacia Mioveni 2012 |
| 16  | Portar              | Viktoria Timoșenkova1) | 4 noiembrie 1983       | 1,83 m   |          | 0      | CS Dacia Mioveni 2012 |
| 17  | Centru              | Carmen Stoleru5)       | 11 octombrie 1986      | 1,73 m   |          | 11     | CS Dacia Mioveni 2012 |
| 18  | Pivot               | Marija Kaluđerović     | 13 august 1994         | 1,75 m   |          | 37     | CS Dacia Mioveni 2012 |
| 21  | Portar              | Mădălina Ion           | 23 februarie 1996      | 1,79 m   |          | 0      | CS Dacia Mioveni 2012 |
| 22  | Pivot               | Andrijana Tatar        | 10 decembrie 1995      | 1,78 m   |          | 38     | CS Dacia Mioveni 2012 |
| 25  | Centru              | Iulia Borcan           | 6 octombrie 2004       | 1,66 m   |          | 8      | CS Dacia Mioveni 2012 |
| 28  | Pivot               | Roxana Cîrjan          | 28 septembrie 1994     | 1,73 m   |          | 43     | CS Dacia Mioveni 2012 |
| 30  | Intermediar dreapta | Ivana Dežić            | 27 iulie 1994          | 1,78 m   |          | 101    | CS Dacia Mioveni 2012 |
| 57  | Extremă stânga      | Mădălina Pal Ceandani  | 12 martie 1997         | 1,71 m   |          | 33     | CS Dacia Mioveni 2012 |
| 71  | Extremă stânga      | Bianca Sărățeanu       |                        | 1,61 m   |          | 18     | CS Dacia Mioveni 2012 |
| 77  | Portar              | Amandine Balzinc       | 7 iunie 1993           | 1,78 m   |          | 0      | CS Dacia Mioveni 2012 |
| 79  | Intermediar stânga  | Iulia Andriciuk2)      | 17 mai 1992            | 1,85 m   |          | 50     | CS Dacia Mioveni 2012 |
| 82  | Extremă stânga      | Alina Czeczi4)         | 15 octombrie 1989      | 1,66 m   |          | 63     | CS Dacia Mioveni 2012 |
| 96  | Intermediar dreapta | Alina Ilie3)           | 13 mai 1996            | 1,77 m   |          | 31     | CS Dacia Mioveni 2012 |
| 96  | Intermediar stânga  | Elena Rachina          |                        |          |          | 6      | CS Dacia Mioveni 2012 |

1) Transferată pe 28 decembrie 2023 la CSM Iași 2020;
2) Transferată în decembrie 2023 la CSM Târgu Jiu;
3) Transferată în ianuarie 2024 la CS Rapid București;
4) Transferată în ianuarie 2024 la CSM Galați;
5) Transferată pe 25 ianuarie 2024 la CS Gloria 2018 Bistrița-Năsăud;

### SCM Râmnicu Vâlcea
Antrenor principal:  Bent Dahl
Antrenor secund:  Rasmus Rygaard
Antrenor pentru portari:  Daniela Joița
| Nr. | Post                | Nume                   | Data nașterii (vârsta) | Înălțime | Selecții | Goluri | Echipă             |
| --- | ------------------- | ---------------------- | ---------------------- | -------- | -------- | ------ | ------------------ |
| 1   | Portar              | Daciana Hosu           | 16 ianuarie 1998       | 1,82 m   |          | 0      | SCM Râmnicu Vâlcea |
| 4   | Extremă dreapta     | Nathalie Hagman        | 19 iulie 1991          | 1,67 m   |          | 192    | SCM Râmnicu Vâlcea |
| 6   | Pivot               | Asma Elghaoui3)        | 29 august 1991         | 1,70 m   |          | 0      | SCM Râmnicu Vâlcea |
| 9   | Pivot               | Raluca Băcăoanu        | 2 mai 1989             | 1,77 m   |          | 14     | SCM Râmnicu Vâlcea |
| 10  | Extremă stânga      | Anniken Wollik         | 5 decembrie 1997       | 1,66 m   |          | 124    | SCM Râmnicu Vâlcea |
| 11  | Extremă stânga      | Alexandra Bălan        | 21 noiembrie 2005      | 1,66 m   |          | 3      | SCM Râmnicu Vâlcea |
| 12  | Portar              | Diana Neagu            | 15 octombrie 2004      | 1,70 m   |          | 0      | SCM Râmnicu Vâlcea |
| 17  | Centru              | Rebeca Necula          | 17 mai 2003            | 1,68 m   |          | 38     | SCM Râmnicu Vâlcea |
| 19  | Centru              | Daniela de Jong        | 1 septembrie 1998      | 1,77 m   |          | 107    | SCM Râmnicu Vâlcea |
| 22  | Extremă stânga      | Cristina Florica       | 11 mai 1992            | 1,62 m   |          | 33     | SCM Râmnicu Vâlcea |
| 23  | Centru/Inter stânga | Irina Glibko (căpitan) | 18 februarie 1990      | 1,70 m   |          | 0      | SCM Râmnicu Vâlcea |
| 26  | Portar              | Isabell Roch1)         | 26 iulie 1990          | 1,74 m   |          | 1      | SCM Râmnicu Vâlcea |
| 27  | Intermediar dreapta | Julia Maidhof          | 13 martie 1998         | 1,76 m   |          | 74     | SCM Râmnicu Vâlcea |
| 28  | Centru              | Mia Zschocke           | 28 mai 1998            | 1,78 m   |          | 65     | SCM Râmnicu Vâlcea |
| 29  | Pivot               | Nataša Ljepoja         | 28 ianuarie 1996       | 1,78 m   |          | 81     | SCM Râmnicu Vâlcea |
| 32  | Portar              | Raluca Kelemen         | 24 iunie 1998          | 1,80 m   |          | 0      | SCM Râmnicu Vâlcea |
| 71  | Intermediar dreapta | Alicia Gogîrlă         | 17 ianuarie 2003       | 1,83 m   |          | 97     | SCM Râmnicu Vâlcea |
| 77  | Intermediar stânga  | Anamaria Grigore       | 29 martie 2004         | 1,77 m   |          | 5      | SCM Râmnicu Vâlcea |
| 96  | Intermediar stânga  | Charlotte Cholevová2)  | 29 iulie 2002          | 1,73 m   |          | 29     | SCM Râmnicu Vâlcea |
| 97  | Extremă dreapta     | Alina Mușat            | 7 septembrie 2005      | 1,78 m   |          | 8      | SCM Râmnicu Vâlcea |

1) Transferată pe 26 septembrie 2023;
2) Transferată pe 18 decembrie 2023 de la echipa franceză Brest Bretagne Handball;
3) Maternitate;

### CSM Târgu Jiu
Antrenor principal:  Liviu Andrieș
Antrenor secund:  Andrei Enache
Antrenor pentru portari:  Grigore Albici
| Nr. | Post                | Nume                 | Data nașterii (vârsta) | Înălțime | Selecții | Goluri | Echipă        |
| --- | ------------------- | -------------------- | ---------------------- | -------- | -------- | ------ | ------------- |
| 1   | Portar              | Ekaterina Djukeva    | 8 mai 1988             | 1,85 m   |          | 0      | CSM Târgu Jiu |
| 2   | Pivot               | Bianca Chiriță       | 16 noiembrie 2000      | 1,68 m   |          | 3      | CSM Târgu Jiu |
| 3   | Intermediar stânga  | Oana Bucă            | 13 martie 1997         | 1,79 m   |          | 4      | CSM Târgu Jiu |
| 4   | Centru              | Helena Paulo5)       | 24 ianuarie 1998       | 1,73 m   |          | 55     | CSM Târgu Jiu |
| 6   | Centru              | Alexandra Gavrilă    | 16 iunie 1995          | 1,71 m   |          | 109    | CSM Târgu Jiu |
| 8   | Pivot/Centru        | Angela Pușcaș        | 23 ianuarie 1995       | 1,76 m   |          | 16     | CSM Târgu Jiu |
| 12  | Portar              | Andreea Chetraru     | 5 decembrie 2000       | 1,75 m   |          | 0      | CSM Târgu Jiu |
| 13  | Pivot               | Teodora Popescu4)    | 7 noiembrie 1998       | 1,75 m   |          | 5      | CSM Târgu Jiu |
| 15  | Extremă stânga      | Andreea Mihart       | 11 noiembrie 1999      | 1,72 m   |          | 18     | CSM Târgu Jiu |
| 16  | Portar              | Elena Marica-Bercu   | 9 aprilie 2003         | 1,73 m   |          | 0      | CSM Târgu Jiu |
| 17  | Extremă dreapta     | Simone Böhme2)       | 17 august 1991         | 1,69 m   |          | 51     | CSM Târgu Jiu |
| 20  | Portar              | Alina Ciuchiatu      | 4 februarie 2002       |          |          | 0      | CSM Târgu Jiu |
| 22  | Pivot               | Mirabela Coteț       | 22 februarie 2001      | 1,75 m   |          | 13     | CSM Târgu Jiu |
| 23  | Intermediar stânga  | Irina Zinatulina     | 12 septembrie 2000     | 1,73 m   |          | 22     | CSM Târgu Jiu |
| 27  | Extremă stânga      | Andreea Chiricuță    | 27 februarie 1994      | 1,66 m   |          | 67     | CSM Târgu Jiu |
| 29  | Intermediar dreapta | Laura Moldovan       | 29 iunie 1994          | 1,81 m   |          | 78     | CSM Târgu Jiu |
| 30  | Extremă stânga      | Ana Maria Lopătaru1) | 3 octombrie 1999       | 1,70 m   |          | 17     | CSM Târgu Jiu |
| 44  | Intermediar stânga  | Sabrina Lazea4)      | 1 noiembrie 1997       | 1,80 m   |          | 2      | CSM Târgu Jiu |
| 64  | Extremă dreapta     | Florența Ilie        | 21 iulie 1996          | 1,70 m   |          | 41     | CSM Târgu Jiu |
| 79  | Intermediar stânga  | Iulia Andriciuk3)    | 17 mai 1992            | 1,85 m   |          | 33     | CSM Târgu Jiu |
| 92  | Pivot               | Ana Ciolan           | 29 septembrie 1992     | 1,79 m   |          | 85     | CSM Târgu Jiu |
| 99  | Centru              | Sabine Klimek        | 13 martie 1991         | 1,73 m   |          | 25     | CSM Târgu Jiu |

1) Transferată pe 1 septembrie 2023;
2) Contract reziliat în decembrie 2023;
3) Transferată în decembrie 2023 de la CS Dacia Mioveni 2012;
4) Contracte reziliat pe 23 ianuarie 2024;
5) Transferată pe 21 februarie 2024 de la echipa angoleză Primeiro de Agosto Luanda;

### HC Zalău
Antrenor principal:  Gheorghe Tadici
Antrenor secund:  Elena Tadici
| Nr. | Post                  | Nume              | Data nașterii (vârsta) | Înălțime | Selecții | Goluri | Echipă   |
| --- | --------------------- | ----------------- | ---------------------- | -------- | -------- | ------ | -------- |
| 1   | Portar                | Viorica Țăgean    | 3 mai 1989             | 1,82 m   |          | 1      | HC Zalău |
| 3   | Extremă dreapta       | Daniela Necula    | 22 septembrie 2000     | 1,72 m   |          | 5      | HC Zalău |
| 4   | Extremă dreapta       | Alexia Gherghe    | 3 februarie 2003       |          |          | 22     | HC Zalău |
| 5   | Intermediar stânga    | Emilija Lazić     | 4 august 2000          | 1,78 m   |          | 159    | HC Zalău |
| 6   | Pivot                 | Ioana Danilescu   | 3 mai 2005             | 1,79 m   |          | 11     | HC Zalău |
| 8   | Extremă stânga        | Roberta Stamin    | 25 februarie 2001      | 1,75 m   |          | 101    | HC Zalău |
| 9   | Intermediar dreapta   | Andreea Mărginean | 17 ianuarie 1990       | 1,85 m   |          | 4      | HC Zalău |
| 10  | Extremă stânga        | Andreea Serencu   | 7 septembrie 2005      |          |          | 0      | HC Zalău |
| 11  | Centru                | Andreea Bujor     | 30 noiembrie 2001      | 1,86 m   |          | 53     | HC Zalău |
| 12  | Portar                | Sara Rus          | 29 septembrie 2002     | 1,89 m   |          | 1      | HC Zalău |
| 14  | Pivot                 | Florentina Moisin | 3 aprilie 1997         |          |          | 17     | HC Zalău |
| 15  | Inter/Extremă dreapta | Aya Ben Abdallah  | 19 august 1997         | 1,65 m   |          | 56     | HC Zalău |
| 16  | Portar                | Alexandra Popescu | 23 septembrie 1999     |          |          | 0      | HC Zalău |
| 18  | Centru                | Krisztina Tóth    | 27 martie 2002         | 1,70 m   |          | 33     | HC Zalău |
| 19  | Intermediar stânga    | Aleksandra Prikop | 25 ianuarie 1999       | 1,83 m   |          | 88     | HC Zalău |
| 20  | Centru/Inter stânga   | Ioana Bălăceanu   | 13 februarie 2001      | 1,74 m   |          | 30     | HC Zalău |
| 23  | Pivot                 | Andriana Naumenko | 12 decembrie 1998      | 1,82 m   |          | 70     | HC Zalău |